# Prószków
Prószkówⓘ (nome adicional em alemão: Proskau) é um município no sudoeste da Polônia, localizado na voivodia de Opole, no condado de Opole e é a sede da comuna urbano-rural de Prószków.
Historicamente situa-se na Alta Silésia, a 8 km ao sul de Opole. Prószków obteve os direitos de cidade em 1560, perdeu-os em 1915 e recuperou-os em 2004.
A estrada da voivodia n.º 414: Prudnik-Opole atravessa a cidade, e a autoestrada A4 passa junto a Prószków (mas sem possibilidade de acesso; existe apenas uma área de descanso ou área de serviço categoria I, desde 2006).
Estende-se por uma área de 16,2 km², com 2 553 habitantes, segundo o censo de 31 de dezembro de 2024, com uma densidade populacional de 157 hab./km².

## Toponímia
Em 1613, o regionalista e historiador da Silésia Mikołaj Henel, de Prudnik, mencionou a cidade em seu trabalho sobre a geografia da Silésia intitulado Silesiographia dando seu nome em latim: Pruscavia O nome polonês da cidade na forma Prusków e o nome alemão Proskau no livro “Um breve esboço da geografia da Silésia para a ciência inicial” publicado em Głogówek em 1847 foram mencionados por Józef Lompa, um sacerdote e escritor da Alta Silésia. Os nomes Prusków, Proskau e Pruszków, também constam do Dicionário Geográfico do Reino da Polônia.

## História

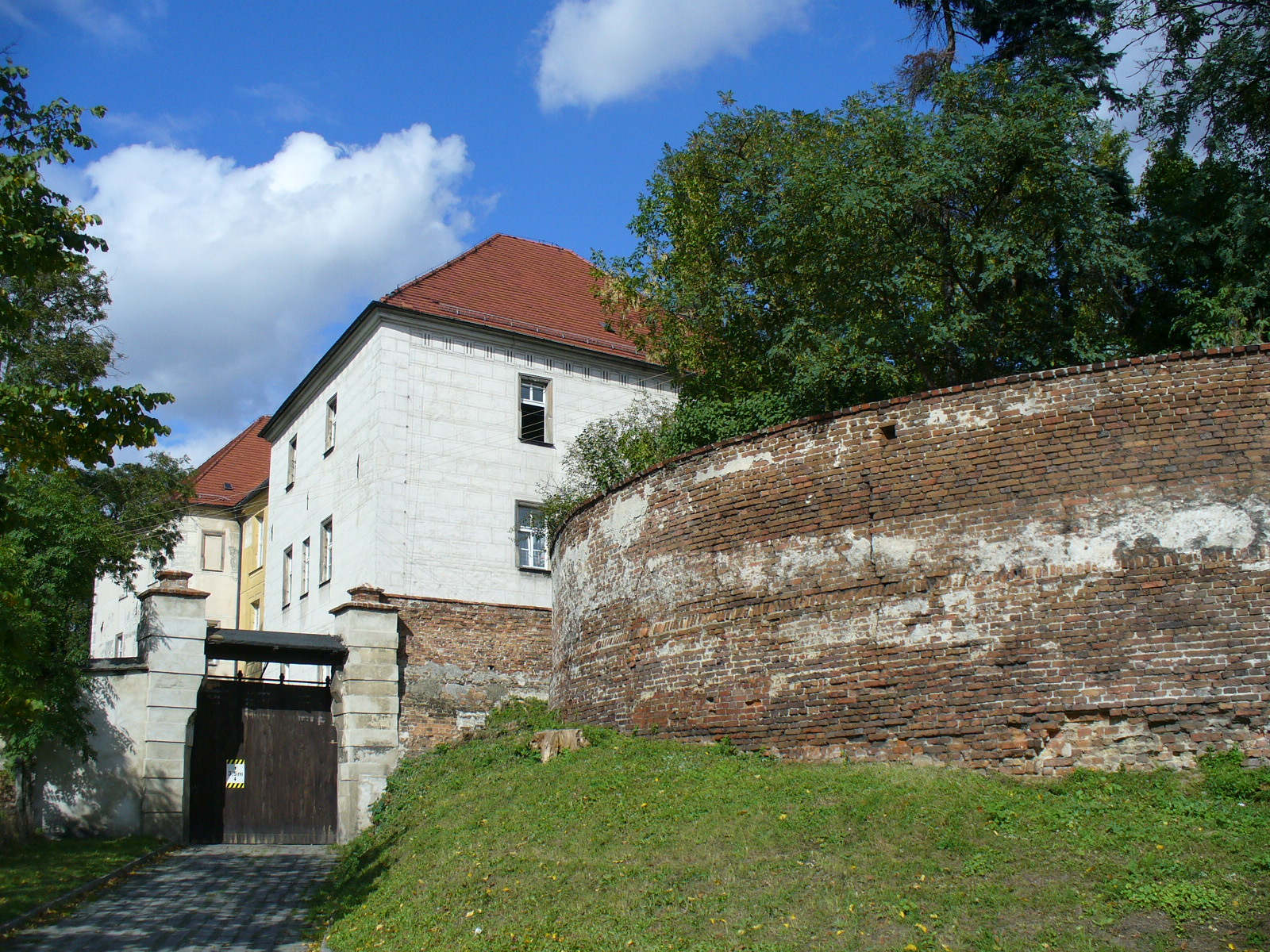
Ala sudoeste do castelo e bastião do lado da rua Młyńska

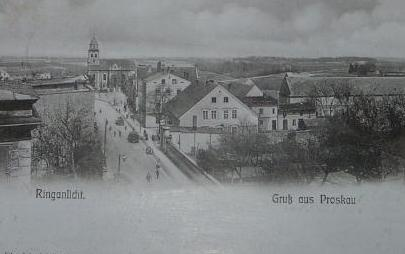
Prószków em 1903

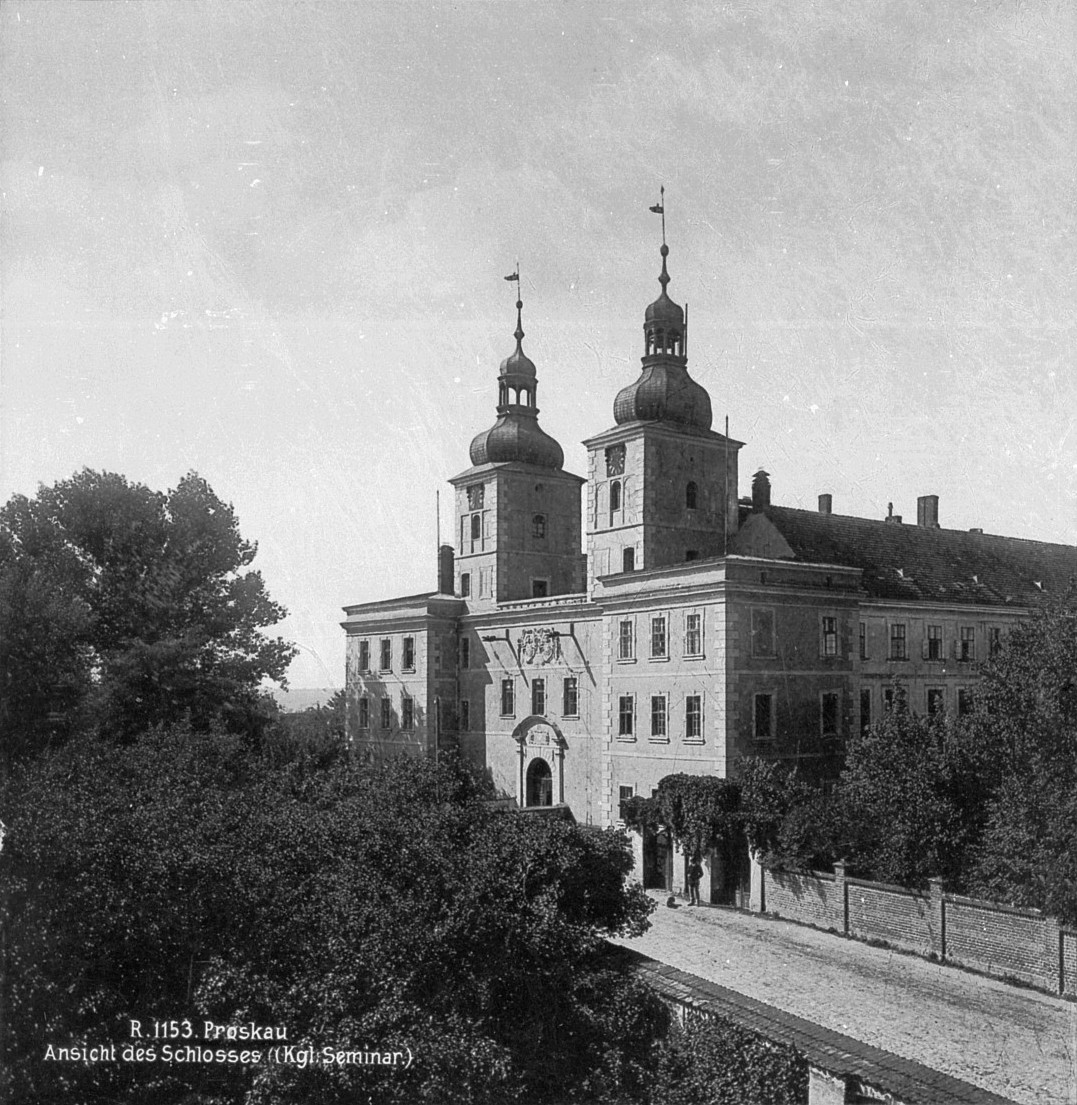
Castelo de Prószków antes de 1940

Os registos mais antigos sobre a aldeia datam de 1250. A partir do século XIV foi propriedade da família Prószkowski. Em 1563, eles construíram um castelo no estilo revivalista, então demolido pelos suecos em 1644 e reconstruído em 1677. Ao castelo pertencia uma fábrica de faiança, que durou até 1850. Do século XVIII ao início do século XX, também se produziu cerveja em Prószków.
Quando o último descendente masculino da família, o conde Leopold Prószkowski, morreu em um duelo em 1769, a propriedade de Prószków com o castelo tornou-se propriedade do conde von Dietrichstein, marido de Karolina Maksymiliana, filha de Jan Krzysztof Prószkowski. Os Dietrichsteins venderam o castelo Prószkowski em 1783 ao rei prussiano Frederico, o Grande.
De 26 de outubro a 5 de novembro de 1831, houve uma epidemia de cólera em Proszków. Em 1847, foi fundada na cidade a Real Academia Agrícola, e em 1868 o Real Instituto Pomológico iniciou a sua atividade, cujo iniciador — Gustaw Stoll, como o primeiro diretor da universidade, contribuiu para a ampliação das instalações de ensino e ampliação da área da fazenda, onde surgiram viveiros e campos aráveis. A partir de 1871, existiam sucessivamente: pensão, dormitórios para funcionários, fábrica de beneficiamento de frutas, sistema de abastecimento de água para irrigação do pomar, estufas e câmaras frigoríficas. Então, em 1878, um parque foi criado para fins educacionais e de proteção para variedades de árvores frutíferas pouco resistentes. Em 1915, o nome do instituto foi alterado para “Escola Real de Pomares e Jardins”. Em 1924, a escola foi transformada na Escola Anual de Horticultura da Baixa, que funcionou até 1944. Zygmunt Rościszewski, naturalista polonês, professor da Universidade de Dorpat estava entre os graduados dessa universidade.
Durante o plebiscito em 1921, 1 587 pessoas votaram para permanecer na Alemanha e 151 na Polônia.
Após ingressar na Polônia em 1947, a Escola Secundária Coeducacional Estadual de Horticultura foi fundada, e sua sucessora foi a Escola Técnica Estadual de Horticultura. Em 1969, foi construído um novo edifício principal e uma pensão, dando assim início à atividade do Complexo de Escolas de Horticultura Józef Warszewicz. A antiga Fazenda estatal (PGR), que estava localizada nas imediações, foi anexada à escola e a Fazenda Auxiliar foi estabelecida no Complexo de Escolas de Horticultura J. Warszewicz em Prószków, que funcionou até os anos noventa do século passado. Atualmente, a escola se chama Complexo Escolar J. Warszewicz. O prédio da escola e a área adjacente, incluindo campos esportivos, foram reformados e modernizados. O Centro Provincial de Formação Juvenil em Futebol funciona no Complexo Escolar. A escola é um dos elementos de recursos culturais de grande importância para a cidade e região. Depois do apogeu da Escola Técnica Estadual de Horticultura, que deu continuidade à atividade deste centro de jardinagem, permanecem até agora estufas e alguns edifícios agrícolas. Mesmo na década de 1980, pomares e viveiros eram cultivados aqui em grande escala. Havia uma fábrica de processamento de vegetais e frutas e um chiqueiro. Todos os edifícios relacionados a escolas e fazendas antigas e existentes são chamados de Pomologia.
Nos anos de 1954 a 1972, o vilarejo foi a sede da gromada de Prószków.

## Fábrica de faiança
Em 1764, o conde Leopold Proszkowski (1725–1769) instalou uma manufatura de faiança em Prószków e a iniciou com a ajuda de trabalhadores da manufatura de vasos de maiólica em Holíč. Em 1769, a equipe contava com 49 pessoas. Após a morte sem herança de Leopold, a manufatura foi ameaçada com uma parada completa da produção. A situação foi resolvida em janeiro de 1770, quando a propriedade de Proszkowski caiu nas mãos do príncipe Karl Maximilian von Dietrichstein, senhor de Mikulov, que dois meses depois a cedeu a seu filho, o conde Johann Karl von Dietrichstein. Em 1783, o conde Johann Carl transferiu parte da produção para sua propriedade tcheca, ou seja, para Hranice, na Morávia, e, no final daquele ano, vendeu a propriedade Prószków, juntamente com a fábrica de faiança, para o rei Frederico, o Grande, da Prússia. O administrador da nova compra real foi o conselheiro Johann Gottlieb Leopold (1738–1816), que, em 1788, adquiriu o arrendamento da propriedade de Prószków, incluindo a fábrica, por conta própria. Em 1796, além da produção de faiança simples, a fabricação de faiança fina no modelo inglês começou em Prószków. No início do século XIX, a produção de faiança simples em Prószków foi reduzida a segundo plano e, por fim, a produção de faiança fina foi abandonada. O estilo império entrou em produção em Prószków, objetos ornamentais e utilitários foram produzidos em argila vermelha e preta com imagens de figuras pretas e vermelhas no estilo de pintura de vasos antigos, bem como vasos no “estilo etrusco”. Como decoração para vasos de cores claras feitos de faiança fina, a chamada litogeognosia, uma técnica de decoração de faiança fina com impressão transferida para a argila a partir de placas de cobre, foi introduzida em 1796. Em 1812, o contrato de aluguel da fábrica com o conselheiro Leopold chegou ao fim, e o contador da fábrica, Johann Friedrich Dickhut (1762–1823), assumiu o contrato em seu lugar. Em 1821, a fábrica de Prószków, como resultado de uma compra, passou para a propriedade da família Dickhut, que continuou a produção até 1850 e possivelmente até 1853.

## Demografia
Prószków está subordinada ao Serviço de Estatística em Opole, filial em Prudnik.
Conforme os dados do Escritório Central de Estatística da Polônia (GUS) de 31 de dezembro de 2024, Prószków é uma cidade muito pequena com uma população de 2 553 habitantes (31.º lugar na voivodia de Opole e 790.º na Polônia), tem uma área de 16,2 km² (17.º lugar na voivodia de Opole e 398.º lugar na Polônia) e uma densidade populacional de 157 hab./km² (31.º lugar na voivodia de Opole e 907.º lugar na Polônia). Nos anos 2004-2024, o número de habitantes diminuiu 4,0%.
Os habitantes de Prószków constituem cerca de 2,11% da população do condado de Opole, constituindo 0,27% da população da voivodia de Opole.
| Descrição                         | Total      | Total    | Mulheres   | Mulheres | Homens     | Homens   |
| --------------------------------- | ---------- | -------- | ---------- | -------- | ---------- | -------- |
| unidade                           | habitantes | %        | habitantes | %        | habitantes | %        |
| população                         | 2 553      | 100      | 1 375      | 53,9     | 1 178      | 46,1     |
| superfície                        | 16,2 km²   | 16,2 km² | 16,2 km²   | 16,2 km² | 16,2 km²   | 16,2 km² |
| densidade populacional (hab./km²) | 157        | 157      | 84,6       | 84,6     | 72,4       | 72,4     |

## Monumentos históricos

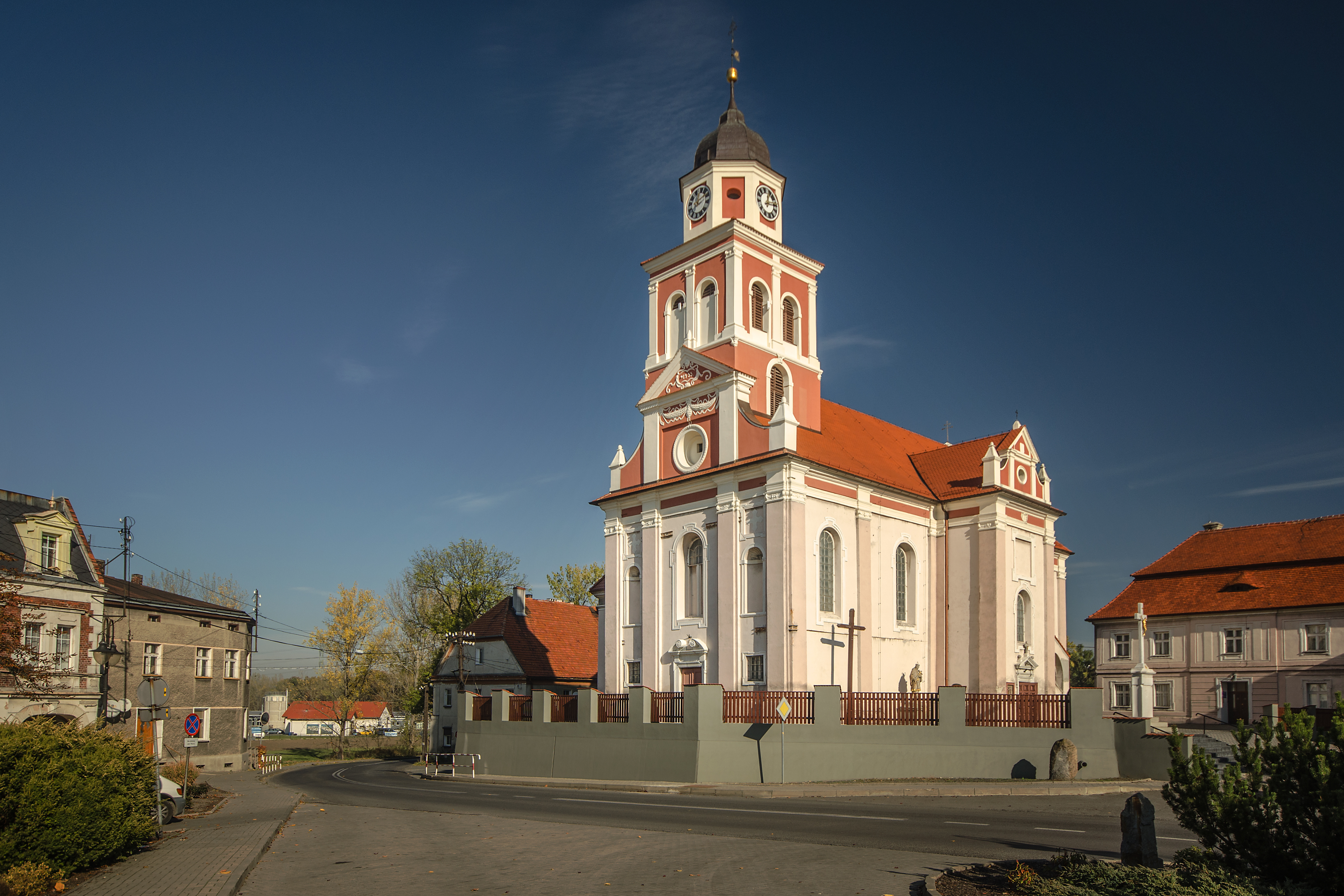
Igreja de São Jorge

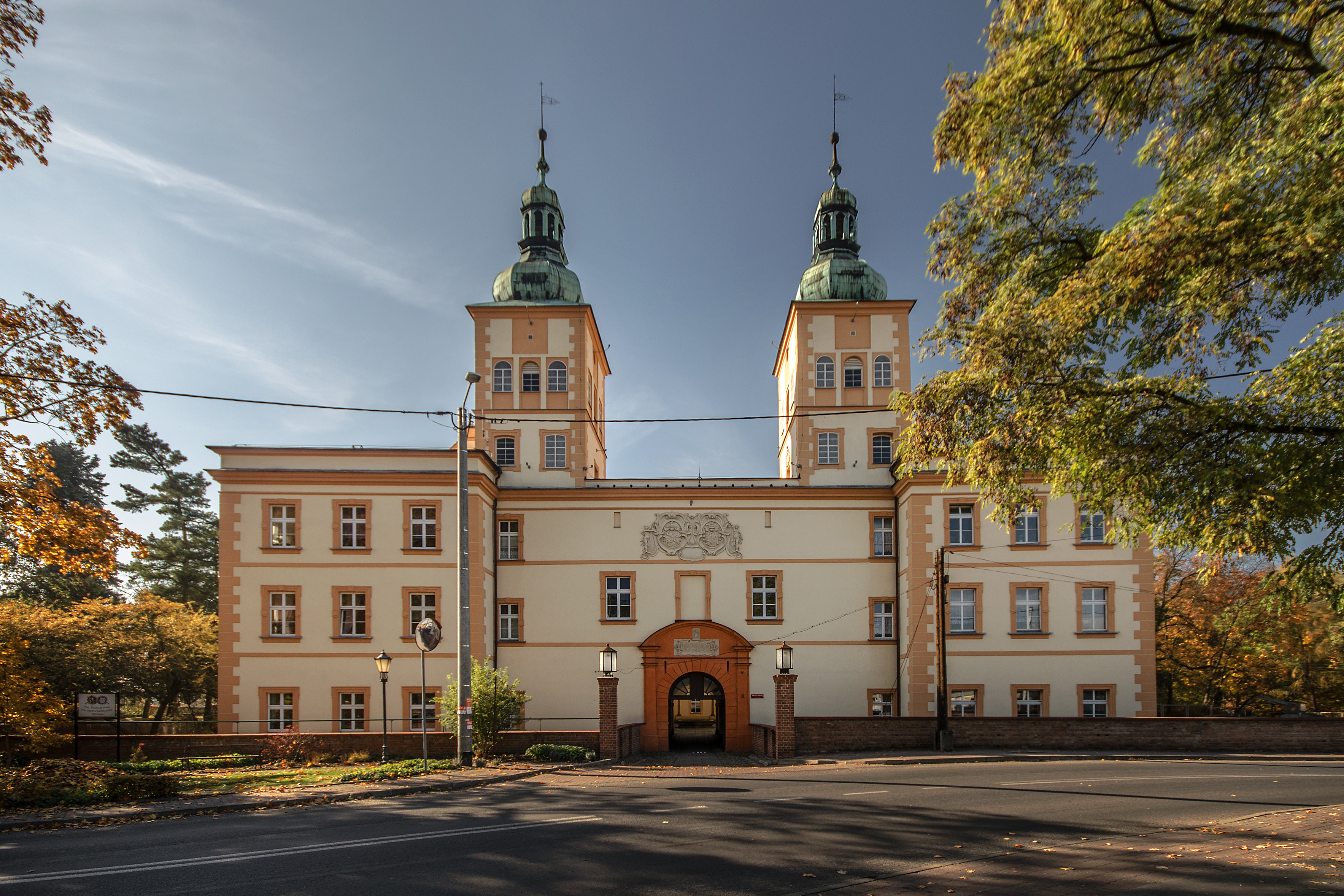
Castelo em Prószków

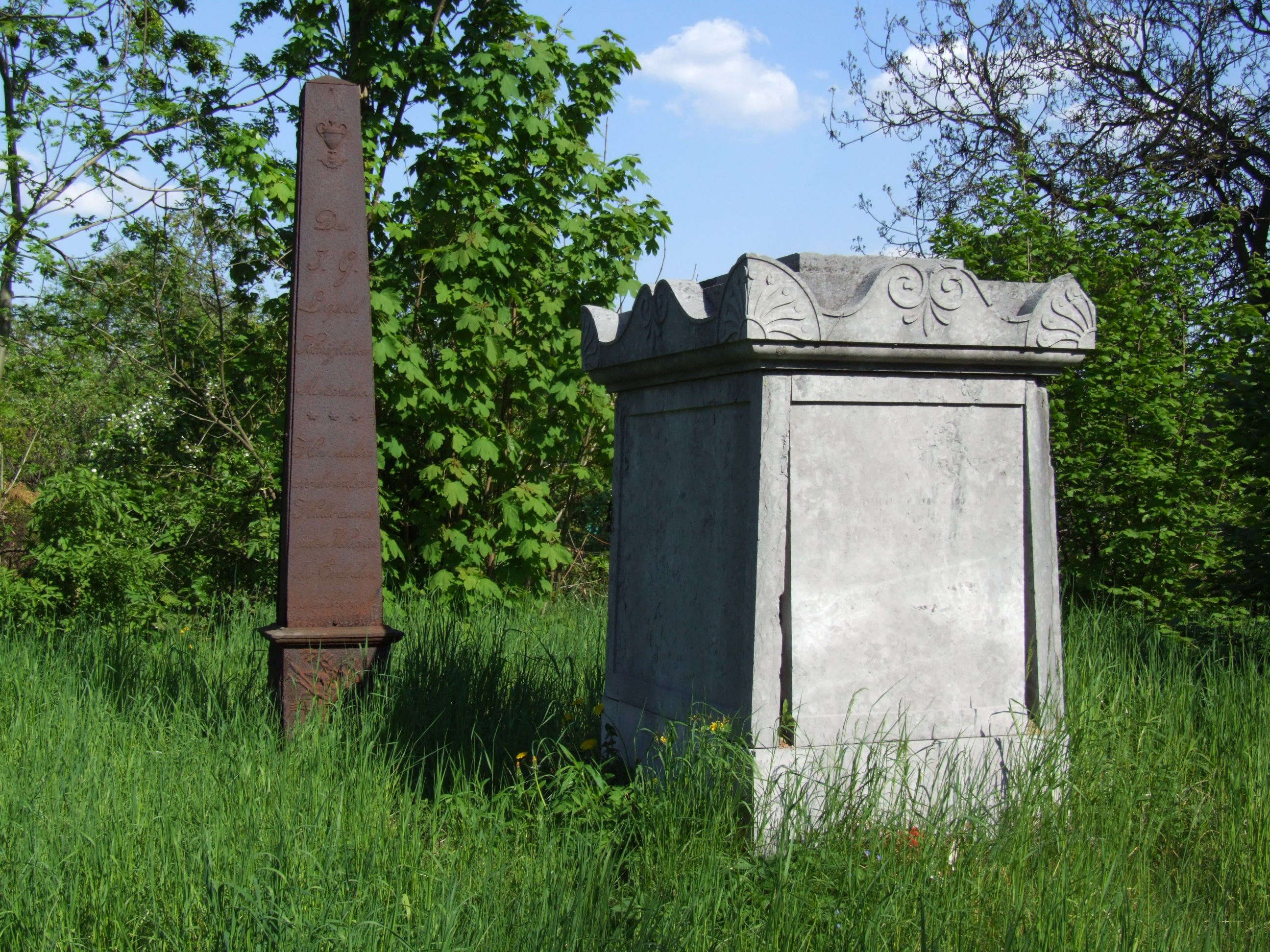
Antigo cemitério alemão

Segundo o registro do Conselho do Patrimônio Nacional da Polônia, a lista de monumentos inclui:
- Igreja paroquial de São Jorge, barroco de 1687 — século XVII, século XIX
- Presbitério do século XVII, de meados do século XVIII
- Complexo do castelo, século XVI/XVII, século XVIII/XIX:
  - Castelo, anteriormente nas mãos da família Prószkowski (Proskowski). Construído no século XVI em estilo renascentista, após sofrer danos no século XVIII, foi reconstruído em estilo barroco
  - Parque
- Casa, rua Korfantego 1, do final do século XVIII
- Casa, rua Zawadzkiego 36, do século XVIII, século XX

Em Prószków — Pomologia
- Pousada, rua Opolska 9, do início do século XX
- Parque — arboreto

Outros monumentos:
- Prédio da antiga cervejaria de 1870, na rua Zamkowa
- Antiga igreja evangélica de 1866
- Capela de São Nepomuceno de 1877
- Antigo cemitério alemão com lápides dos séculos XVIII e XX

## Comunidades religiosas

### Igreja Católica na Polônia
- Paróquia de São Jorge

### Testemunhas de Jeová
- Igreja em Prószków

## Clima
Em 29 de julho de 1921, em Prószków, a temperatura mais alta foi registrada nas terras polonesas até hoje. O termômetro da então estação meteorológica alemã mostrava mais 40,2 graus.